# Authenticum
L'Authenticum o anche Liber Authenticorum è un testo giuridico romano. Realizzato da Giustiniano, è una raccolta di novelle che ricomprende la trascrizione integrale di 134 costituzioni. La raccolta, in lingua latina, rappresenta anche gli atti che originariamente sono in lingua greca. Secondo la storiografia, Irnerio si sarebbe servito di questo testo per estrapolarne 97 collocandole in nove collationes.